# Sapphire & Steel
Sapphire & Steel ist eine britische Science-Fiction-Fernsehserie, die von 1979 bis 1982 von ITV gesendet wurde. Die Serie lief auch im niederländischen Fernsehen, bei RAI in Italien und in Finnland. Die beiden Hauptfiguren wurden von Joanna Lumley und David McCallum dargestellt. Seit 2004 wurde die Serie als Hörspiel fortgesetzt, wobei David Warner als Steel und Susannah Harker als Sapphire sprachen. Die Fernsehserie besteht aus insgesamt sechs sogenannten Assignments (Aufträgen), die jeweils vier bis acht Folgen umfassen, und ist heutzutage als DVD erhältlich.

## Handlung
Zwei interdimensionale Wesen namens Sapphire (Saphir) und Steel (Stahl) werden von höheren Autoritäten, deren Identität niemals enthüllt wird, ausgesandt, um Störungen im Ablauf der Zeit zu beheben. Sie treten in menschlicher Gestalt auf und erfüllen ihre Aufträge auf der Erde in der heutigen Zeit. Beide werden als Operatives (Agenten) bezeichnet, deren Namen eventuell im Zusammenhang mit den chemischen Elementen steht. Neben ihnen gibt es andere Agenten, die Silver, Lead (Blei), Copper oder Gold heißen. Silver ist eher ein technischer Spezialist als ein Agent, der nur für besondere Aufgaben herangezogen wird.
Die Zeit wird als eine Art Korridor erklärt, in dem manchmal Schwachpunkte auftreten, die von verschiedenen Wesen durchdrungen werden können. In solchen Fällen haben Menschen den Eindruck von übernatürlichen Phänomenen bis zu Geistererscheinungen.
Sapphire tritt meist als Frau in blauem Kleid auf, während Steel meist einen grauen Anzug trägt. Beide sind außerirdischen Ursprungs, der aber kaum erhellt wird. In The Creature’s Revenge erwidert Steel eine Frage Sapphires nach seiner Kindheit mit „Meine Herkunft ist sehr positiv, unbeschreiblich vielleicht, aber positiv“. Beide können manchmal ihre menschliche Gestalt verlassen oder teleportieren und sind mit weiteren übernatürlichen Kräften ausgestattet, wie der Fähigkeit zur telepathischen Kommunikation. Sapphire kann sowohl bei Menschen als auch beliebigen Objekten Analysen durchführen, die deren molekulare Zusammensetzung als auch deren Geschichte zeigen. Eine besondere Fähigkeit Sapphires ist das „Zurückstellen“ der Zeit um bis zu 24 Stunden. Steel dagegen besitzt außergewöhnliche Körperkräfte und kann sich selbst bis zum absoluten Nullpunkt der Temperatur abkühlen, um geisterhafte Wesen, welche die Zeit stören, auszufrieren und damit zu eliminieren.

## 1. Assignment:Escape Through a Crack in Time(Flucht durch einen Riss in der Zeit)
In einem sehr alten abgelegenen Haus bringen die Eltern die jüngste Tochter Helen zu Bett, während ihr Bruder Robert im Erdgeschoss noch Hausaufgaben macht. Die Eltern singen mit Helen den Kinderreim „Ring a Ring o’ Roses“ als Robert bemerkt, dass plötzlich alle Uhren im Haus stehengeblieben sind. Robert rennt nach oben und findet seine verstörte Schwester allein vor. Beide Eltern sind verschwunden. Kurz darauf tauchen anstelle der von Robert informierten Polizisten Sapphire und Steel auf. Beide bemerken, dass das Haus aufgrund seines Alters von über 250 Jahren ein Schwachpunkt in der Zeit geworden ist. Der uralte Kinderreim hat offenbar einen Bruch in der Zeit ausgelöst, durch den Wesen eindringen konnten, die seit dem Beginn und bis zum Ende der Zeit existieren. Sapphire liest mit den Kindern den Kinderreim noch einmal und kann dadurch die „Geistererscheinung“ wieder hervorrufen. Steel und sie wissen, dass der Raum versiegelt werden muss und alle Bücher mit dem Kinderreim vernichtet werden müssen, um den Bruch in der Zeit einzudämmen. Dennoch beginnen die als Lichtflächen erscheinenden Wesen sich im Haus zu bewegen und sowohl die Kinder als auch die beiden Agenten zu bedrohen. Schließlich kommt der Agent Lead zu Hilfe, mit dem Sapphire und Steel schon auf dem mysteriösen Schiff Mary Celeste zusammengearbeitet haben. Die Geistwesen nehmen die Gestalt der verschwundenen Eltern an, um Rob und Helen zu manipulieren.

## 2. Assignment:The Railway Station(Der Bahnhof)
In einem verlassenen Bahnhof stellt ein alleinstehender älterer Herr, der Amateur-Geisterjäger George Tully, seit einigen Wochen nächtliche Untersuchungen an. Sapphire und Steel werden von ihren Auftraggebern dorthin gesandt, da eine erhebliche Störung im normalen Zeitablauf aufgetreten ist. Sie bemerken Ungewöhnliches: Obwohl es schon in der kalten Jahreszeit ist, weht auf dem Bahnsteig warme Sommerluft und in den verrotteten Blumenkästen blüht es auf einmal. Doch diese Erscheinungen sind nur von kurzer Dauer. Sapphire und Steel machen die Bekanntschaft von Tully, der sie erst als Konkurrenten sieht, wenngleich er ihnen über die Beobachtung von Geistererscheinungen berichtet. Ein Geist, den er vorher schon beobachtet hatte, taucht wieder auf: der Gefreite Sam Pearce aus dem Ersten Weltkrieg. Die beiden interdimensionalen Agenten durchsuchen das heruntergekommene Bahnhofsgebäude, bis Steel in Kontakt mit einem Geister-Piloten aus dem Zweiten Weltkrieg kommt und gezwungen wird, dessen Absturz selbst zu erleben. Tully erkennt mittlerweile, dass Sapphire und Steel sich offenbar mit der Geisterwelt gut auskennen, wenngleich Steel ihn recht herablassend behandelt. Sapphire und Steel haben ein viel weiter reichendes Wissen als der sehr religiöse Tully über „Geister“, die sie als eine Art Echo oder Nachschwingung der Energie lebender Wesen beschreiben. Allen dreien gelingt es nicht, mit dem Geist von Pearce besser zu kommunizieren, der offenbar elf Minuten nach Ende des Ersten Weltkriegs ums Leben kam. Eine weitere Erscheinung lässt Tully und Sapphire beinahe in einem geisterhaften, gesunkenen U-Boot ersticken. Obwohl Sapphire und Steel nicht allzu viel von Tullys Fähigkeiten halten, beginnen sie mit ihm eine Séance, zumal Sapphire offenbar ein erfahrenes Medium ist. Tatsächlich spricht bald der Geist der Geliebten von Pearce, seiner ehemaligen Lehrerin, durch Sapphire und erhellt die Hintergründe. Das Auftauchen eines dunklen, nebelhaften Wesens unterbricht die Séance, wobei Sapphire bewusstlos bleibt. Das Wesen ernährt sich von den negativen Emotionen unglücklich Verstorbener, von denen immer mehr in dem Bahnhof auftauchen und denen es eine nicht realisierbare Erlösung versprochen hat. Bald darauf sieht Steel auf dem Bahnsteig Sapphire, die als Geistwesen nicht in ihren Körper zurückkehren kann. Steel wird von Pearce in Erscheinungen von Kämpfen hineingezogen, während das dunkle Wesen Tully erlaubt zu fliehen, allerdings muss er dafür die hilflosen Sapphire und Steel zurücklassen. Die beiden erwachen 12 Tage in der Zukunft auf dem sonnigen Bahnhof ohne Geister oder das dunkle Energiewesen und treffen Tully wieder. Steel drängt Sapphire, in Kontakt zu dem dunklen Wesen zu treten. Sapphire wird durch das Wesen übernommen, das schließlich Steels riskanten Deal akzeptiert. Für die Lieferung einer Quelle extrem negativer Emotionen werden die drei zwölf Tage zurück in die Vergangenheit transportiert. Während des Transports ändert Sapphire auf Steels Wunsch hin den Austrittspunkt in der Vergangenheit, um seinen Plan umzusetzen, der die Befreiung der getäuschten Geisterwesen zum Ziel hat, was jedoch einen sehr hohen Preis erfordert.

## 3. Assignment:The Creature's Revenge(Die Rache der Kreatur)
Sapphire und Steel erhalten den Auftrag, ein Wohnhochhaus zu untersuchen, auf dessen Dach sie ein undurchdringliches, unsichtbares Objekt entdecken. Sapphire spürt, dass sich drei Personen darin befinden. Es handelt sich um das Paar Rothwyn und Eldred, die mit ihrem Baby zu experimentellen Zwecken aus dem 35. Jahrhundert in die Vergangenheit geschickt wurden. In der Zeitkapsel geschieht Seltsames: Rothwyn verhindert, dass eine unbekannte Kraft ihr Baby erstickt, gleichzeitig wird Steel aus der Kapsel angegriffen. Rothwyn sieht zudem kurz Sapphire, doch Eldred hält dies für Halluzinationen. Weitere Probleme tauchen auf, als die Kommunikation mit den Wissenschaftlern in der Zukunft und zwei weiteren Zeitkapseln unterbrochen wird. Die falsch arbeitende Energiequelle der Zeitkapsel verwandelt das Baby in einen Erwachsenen. Die Menschen der Zukunft haben die Zeit selbst als Energiequelle in einer Zeitmaschine fixiert. Sapphire verschwindet bei einem Kommunikationsversuch mit dem Bewusstsein der Zeitquelle. Bald darauf taucht der Zeitagent Silver auf, der mit Steel einen Weg ins Innere der Kapsel sucht. Währenddessen zerstört das transformierte Baby in Gestalt eines jungen Mannes, gesteuert von der Zeitquelle, verschiedene Gegenstände durch bloße Handberührung. Schließlich findet Silver einen Zugang in die Kapsel, der auch mit der anderen Zeitkapsel verbunden ist, in die es Sapphire verschlagen hat. Sapphire, Steel und Silver gelangen in die Hauptkapsel, wo sie die Zerstörung der Gegenstände als Resultat zurückgedrehter Zeit erkennen. Auch das Paar aus der Zukunft ist vermutlich so vernichtet worden. Bald ist auch Silver verschwunden und dasselbe Schicksal droht Sapphire und Steel. Allerdings widersetzt sich der junge Mann der Kontrolle durch die Zeitquelle, woraufhin Steel ihn zwingen kann, die Zeitstörungen rückgängig zu machen. So tauchen Silver, das Baby, Rothwyn und Eldred wieder auf. Vor allem Eldred ist nicht bereit, die Berichte der Zeitagenten zu akzeptieren. Seine Meinung ändert sich erst durch eine Videoaufzeichnung der Familie in der anderen Zeitkapsel, die Selbstmord als letzten Ausweg vor den Angriffen der Zeitquelle sah. Außerdem stellt sich heraus, dass die Zeitquelle durch eine künstlich geschaffene Kreatur gesteuert wird. Im 35. Jahrhundert existieren außer Menschen keine natürlichen Lebewesen mehr, sondern nur noch Kreaturen, deren DNA nach Belieben manipuliert wird. Diese Kreatur rebelliert nun gegen ihre Schöpfer, bricht aus und bedroht durch ihre Macht über die Zeit die Menschheit. Von Halluzinationen gestört müssen Sapphire und Steel das Entkommen der Kreatur aus der Zeitkapsel verhindern.

## 4. Assignment:The Man Without a Face(Der Mann ohne Gesicht)
In einem Mietshaus sind der Vermieter und eine Vermieterin verschwunden. Sapphire und Steel sollen dort ermitteln und treffen auf ein paar merkwürdig farblos erscheinende Kinder. Im Erdgeschoss befindet sich ein alter Kramladen, den die beiden Agenten durchstöbern. Im Treppenhaus zeigt sich der neue Vermieter, ein Mann ohne Gesicht, den jedoch jeder Beobachter anders wahrnimmt. Sapphire und Steel befragen eine junge Frau, die die Verschwundenen kannte und stoßen schließlich auf ein Photolabor des alten Vermieters. Sie finden heraus, dass der Mann ohne Gesicht auf vielen Photographien zu finden ist und die Macht besitzt, zweidimensionale Abbilder in unsere dreidimensionale Welt zu bringen und umgekehrt. Durch eine Manipulation der Zeit kann Sapphire eine Begegnung mit dem gesichtslosen Mann erzwingen, der jedoch die aus alten Photographien stammenden Kinder zur Ablenkung einsetzt. Nach einem Gespräch mit dem Mann, der mit zwei unterschiedlichen Gesichtern erscheint, finden die Agenten heraus, dass die verschwundenen Hausbewohner als Abbilder in einer alten Photographie existieren. Es gelingt nicht, die beiden zu retten, da der gesichtslose Mann das Photo zerstört. Steel versucht ihn zu bekämpfen, doch dieser fängt die beiden Zeitagenten in der zweidimensionalen Falle, aus der eine Befreiung äußerst schwierig ist.

## 5. Assignment:Doctor McDee Must Die(Doktor Mcdee muss sterben)
Der schwerreiche Lord Mullrine feiert den 50. Jahrestag der Unternehmensgründung von Mullrine International in seinem Landhaus und hat alles so arrangiert, dass es wie damals aussieht. Einzige Ausnahme ist ein gesicherter Zugang für Mullrine zu seinem modernen Büro. Die geladenen Gäste kleiden sich wie um 1930, ebenso Sapphire und Steel, die als James und Virginia Cavendish auftreten. Zunächst ist die Atmosphäre heiter, Sapphire beteiligt sich im Gegensatz zum zurückhaltenden Steel begeistert an Gesellschaftsspielen. Allmählich aber treten kleine Konflikte zwischen einzelnen Partygästen zutage. Ein erster Schock ist das Auftauchen des totgeglaubten Geschäftspartners von Mullrine, George McDee, der sich zudem in seinem alten Labor verbarrikadiert. Nun verschwimmen Vergangenheit und Gegenwart in merkwürdiger Weise. Während eines Versteckspiels wird eine junge Frau tot mit einem Messer im Rücken gefunden. Bald kommt heraus, dass Doktor McDee am Vorabend der Unternehmensgründung durch seine Forschungsarbeit eine Menschheitskatastrophe ausgelöst hätte, wenn er nicht durch einen Laborbrand umgekommen wäre. Es folgt eine Schießerei im Speißezimmer, bei der weitere Gäste getötet werden, offenbar schrittweise nach zunehmendem Alter. Das Morden setzt sich wie bei einem Agatha-Christie-Krimi fort, jedoch erkennen Sapphire und Steel, dass dies nur ein Ablenkungsmanöver ist. Sapphire kann die Übernahme durch eine fremde Macht nicht verhindern, die sie beinahe zwingt, sich selbst und Steel zu töten. Am Ende ist nur noch ein Gast übrig, der nicht in McDees Todesnacht anwesend war. Steel fasst den Plan in Mullrines Büro einzudringen, um die Wahrheit über die Ereignisse vom 21. Juni 1930 herauszufinden. Auf diesen Tag hat die mysteriöse Macht alles zurückgestellt, um die Geschichte so zu verändern, dass die Menschheit vernichtet wird. Sapphire und Steel müssen nun den Moment abwarten, bei dem Doktor McDee sterben kann und muss.

## 6. Assignment:The Trap(Die Falle)
In einer verlassenen Tankstellenstation treffen Sapphire und Steel spät abends ein, wo sie merkwürdigerweise von Silver erwartet werden. Dieser ist entgegen der üblichen Vorgehensweise ihrer Aufträge vor den beiden angekommen. Außerdem ist den drei Zeitagenten nicht klar, was sie überhaupt untersuchen sollen. Zwei Gäste im Café könnten der Schlüssel zu dem Rätsel sein, zumal das Paar behauptet aus dem Jahr 1948 zu stammen. Die Zeit steht still, läuft 20 Minuten weiter und springt wieder zurück. Das Abbild eines alten Mannes in einem Hinterzimmer der Tankstelle kann nur wenig erhellende Informationen liefern. Sapphires und Steels Untersuchungen treten auf der Stelle. Ein seltsamer, zugleich närrisch und bedrohlich wirkender Tamburinspieler aus den 1950ern tritt auf. Sapphire ahnt nun, dass mehr als nur ein harmloser Bruch in der Zeit hinter der Situation steht. Drei weitere Männer erscheinen, die ganz offensichtlich gegen die Zeitagenten arbeiten und ähnlichen Mächten wie den Auftraggebern von Sapphire und Steel gehorchen. Die Zeitagenten hatten früher einmal ein Angebot dieser Mächte zur Zusammenarbeit ausgeschlagen und werden daher nun angegriffen. Sapphire und Steel durchschauen zwar die Verschwörung und wehren sich mit allen Kräften, doch es ist zu spät für ein Entkommen. Die Falle schnappt zu und beide befinden sich eingeschlossen in den Caféräumen, die nun ihr Gefängnis sind, das durch Raum und Zeit treibt.